# Austromyrtus conspicua
Austromyrtus conspicua là một loài thực vật có hoa trong Họ Đào kim nương. Loài này được (Vieill. ex Guillaumin) Burret mô tả khoa học đầu tiên năm 1941.